# Daina persa
La daina persa (Dama mesopotamica) és un cèrvid en perill d'extinció que actualment només es troba a la província del Khuzestan, al sud-oest de l'Iran. Es tracta d'una espècie molt propera a la daina europea (Dama dama), tant que a vegades és considerada per alguns autors com a subespècie oriental de Dama dama, anomenada D. d. mesopotamica.